# Michalin (powiat wyszkowski)
Michalin – wieś w Polsce położona w województwie mazowieckim, w powiecie wyszkowskim, w gminie Somianka. Ma status sołectwa.
W latach 1975–1998 miejscowość administracyjnie należała do województwa ostrołęckiego.
Wierni Kościoła rzymskokatolickiego należą do parafii św. Wojciecha w Wyszkowie.